# Oldenborg
Die Oldenborg, auch Oldenburg oder Alte Burg genannt, ist eine abgegangene Niederungsburg (Wallburg) in dem Waldgebiet Borg im westlichen Gemeindeteil von Laer (Borgweg) im Kreis Steinfurt in Nordrhein-Westfalen. Die Oldenborg war eine der bedeutendsten Wallburgen im nordwestdeutschen Raum.

## Geschichte
Die Wallburg wird nicht in den schriftlichen Quellen erwähnt. Ebenso ist unbekannt, welche Adelsfamilie die darin eingefügte hochmittelalterliche Burg erbaut hat. 1266 und damit deutlich nach dem archäologisch fassbaren Ende der Burg wurde aber in Laer und Horstmar eine Adelsfamilie "von der Oldenburg" genannt. 1189 wurde die Burg erstmals als „Alte Burg“ schriftlich erwähnt.

## Beschreibung
Die mehrteilige Wallburg besteht hauptsächlich aus einer langovalen, Nord-Süd ausgerichteten Befestigung mit einer Ausdehnung von max. 400 × 200 m. Im Südosten liegt 40 m vor der Hauptbefestigung ein noch 300 m langer Vorwall, der ursprünglich wohl noch weiter nach Norden reichte. An seiner Südspitze setzt ein schwächerer Wall mit Außengraben an, der nach ca. 100 m von Süden nach Westen umbiegt, wo er nach ca. 240 m ohne ersichtlichen Grund endet. Von hier führen zwei Gräbchen zum Hagenbach, der wiederum zum Nordwesteck der Hauptbefestigung führt. Der dadurch umschlossene westliche Teil der Anlage wird im Volksmund Deelborg genannt und ist ca. 220 × 250 m groß. Im nördlichen Innenbereich des Hauptrings liegt das Rondeelken, ein kleiner, ungefähr kreisförmiger Wall von 80 – 90 m Durchmesser. Im Innern dieser Befestigung wurde ein Wohnturm von 24,7 × 19 m Grundfläche bei 2,40 m Mauerstärke ergraben. Im Innern trugen vier Pfeiler von 1,25 m Seitenlänge die Decke.

## Baugeschichte
Beim gegenwärtigen Forschungsstand lässt sich die Bauentwicklung nicht mit völliger Sicherheit angeben. Sehr wahrscheinlich bestand die erste Phase im Süden und Südosten aus einem Wall mit einer Außenschale aus Trockenmauerwerk, davorliegendem Spitzgraben und einem Kammertor im Süden. Im Norden und Westen ließ sich bisher nur eine einfache Wallschüttung nachweisen. Zu dieser ersten Phase gehörte vermutlich auch die schwächer befestigte Deelborg im Westen. Zumindest im Westen und Süden ist diese Befestigung durch den Bau einer 1,80 – 2,40 m breiten, gemörtelten Mauer mit Zangentor verstärkt worden. Eine genaue Datierung dieser Anlage muss einer Neuauswertung der Funde vorbehalten sein, der bisher vermutete zeitliche Ansatz in das 8./9. Jahrhundert ist nicht gesichert.
Das Rondeelken besteht in seiner ersten Phase, die vermutlich ins ausgehende 9. oder das 10. Jahrhundert datiert werden kann, aus einer vor einen Erdwall geblendeten Trockenmauer. Wohl um 1000 ist diese durch eine 2,1 m breite Mörtelmauer ersetzt und die Wallschüttung erhöht worden. Außerdem wurde damals der Wohnturm erbaut. Die jüngsten Funde datieren in die 1. Hälfte des 12. Jhs.
Der Burgstall ist heute ein Bodendenkmal.